# Amata rebeli
Amata rebeli là một loài bướm đêm thuộc phân họ Arctiinae, họ Erebidae.